# Heteropoda trifurcata
Espèce
Heteropoda trifurcata est une espèce d'araignées aranéomorphes de la famille des Sparassidae.

## Distribution
Cette espèce est endémique du Pahang en Malaisie,. Elle se rencontre vers Fraser's Hill.

## Description
Le mâle holotype mesure 15,0 mm, le mâle paratype 16,4 mm et les femelles paratypes 18,1 mm et 20,1 mm.

## Systématique et taxinomie
Cette espèce a été décrite par Jäger et Koh en 2024.

## Publication originale
- Jäger & Koh, 2024 : « On some Heteropoda species from Southeast Asia with new data on their biology and distribution range and the resurrection of a new species group (Sparassidae: Heteropodinae). » Boletim do Museu Paraense Emílio Goeldi Ciências Naturais, vol. 19, no 3, e2024-1041, p. 1-44 (texte intégral).